# Hemerocallis minor
Espèce
Hemerocallis minor, le Lis du jour nain, Lis à feuilles larges ou Petit hémérocalle[réf. nécessaire], est une espèce de plantes à fleurs du genre Hemerocallis et de la famille des Asphodelaceae. Il est originaire du nord-est de l'Asie (Sibérie, Mongolie, Chine et Corée). La plante atteint une hauteur de 0,5 m. Ses larges fleurs jaunes sont sans odeur. C'est une plante hermaphrodite, pollinisée par des insectes tels que les abeilles à miel.
En Chine, les fleurs sont consommées comme un aliment traditionnel.

## Propagation
La propagation se fait principalement par la graine, que la plante produit en gousses. La division peut également être utilisée pour reproduire les plantes.

## Usages alimentaires, culinaires
Selon l'ethnobotaniste François Couplan, tout comme  H. fulva (le Lys rouge), Hemerocallis minor fait partie des espèces d'hémérocalles autrefois ou encore couramment consommées depuis des millénaires en d'Asie.
Les jeunes pousses peuvent être mangées crues, ou cuites à la façon des haricots verts. Les fleurs, épanouies ou en boutons, ont une saveur très spécifique : les boutons peuvent être cuits à la vapeur, mangées en omelette ou confits dans le vinaigre. Les fleurs bien ouvertes peuvent être mangées en beignet, ou frites. Elles peuvent aromatiser et épaissir la soupe (pour ça, elles était parfois séchées ou conservées dans le sel (ce qui change leur goût), puis réhydratées et ajoutées à la soupe en fin de cuisson). En dessert, crues elles peuvent être farcies avec de la crème fouettée ou de la crème glacée, ou servir de décoration pour un plat ou un dessert. En Chine, la fleur séchée (même fanée) est commercialisée ; on y consomme notamment H. minor, parfois trouvée en Europe comme plante décorative.
Les jeunes tubercules peuvent être mangés crus, ou cuits. Plus âgés, les tubercules doivent être cuits (comme des pommes de terre). Certaines espèces et hybrides d'Hémérocalles sont plus appréciées que d'autres.

## Synonymes
Hemerocallis minor a pour synonymes :
- Hemerocallis flava var. minor (Mill.) M.Hotta
- Hemerocallis graminea Andrews
- Hemerocallis graminifolia Schltdl.
- Hemerocallis lilioasphodelus subsp. minor (Mill.) Z.T.Xiong
- Hemerocallis pumila Salisb.
- Hemerocallis sulphurea Nakai